# Petrogale concinna
Набарлек (Petrogale concinna) — вид родини Кенгурових; від лат. concinnus — «стрункий», «елегантний». Ендемік Австралії, водиться у двох роз'єднаних областях: на північному заході Кімберлі (Західна Австралія) і в Топ-Енді (Північна територія). 
Головним чином це полохливі, нічні тварини, які зазвичай днюють у печерах і ущелинах. Уночі харчуються в місцях проживання: від мусонних тропічних лісів і хащів, оповитих виткими рослинами, до відкритих лісів і купинних луків. Діапазон поширення за висотою: 0–400 м. Місця їх існування характеризуються скельними виходами, кам'янистими ярами, валунами і, як правило, рідколіссям. Диплоїдний набір хромосом, 2n=16.

## Опис
Морфометрія. Довжина голови й тіла: 290—350 мм, довжина хвоста: 220—310 мм, вага 1.05—1.7 кг.
Опис. Хутро коротке, м'яке, шовковисте. Забарвлення спини від рудо-червоного до сіруватого; боків — від червонуватого до оранжевого; нижніх частин тіла — від сірувато-білого до білого. Вид схожий на Petrogale burbidgei але відрізняється довшими вухами й будовою зубів. Хвіст стає темнішим до його кінця. Підошва гранульована. У самиць чотири молочні залози в сумці. Вагітність — 30 діб, єдине народжене маля відкриває очі на 110-й день, залишає сумку на 160-й день, стає незалежним на 175-й день.

## Загрози та охорона
Загрози невідомі. Зміна складу і структури рослинності в результаті зміни режиму вогню, як вважається, є великою загрозою. Хоч дикі кішки полюють на континентальних тварин, досі не встановлено, чи є вони великою загрозою. Вид зустрічається в кількох природоохоронних територіях.